# Exploitation minière en grande profondeur
Ne doit pas être confondu avec Exploitation minière des fonds marins.
L’exploitation minière en grande profondeur est une technologie difficile qui oblige à prendre des mesures de sécurité, tant dans l'abattage que dans l'aérage, pour faire face à des températures qui approchent les 60 °C à partir de 3 500 mètres sous l'écorce terrestre.

## Histoire
L'un des premiers à tester de nouvelles technologies est l'ingénieur allemand Philip Deidesheimer, en 1860, sur le gisement argentifère du Comstock Lode, dans le Nevada, avec des cubes en bois modulaires, permettant d'évoluer dans toutes les directions. Un ingénieur allemand, Adolph Sutro, perce sur le même gisement le tunnel Sutro, pour relier les galeries de mines des différentes compagnies, et éliminer l'eau jaillissante, parfois soudainement, à 70 ou 75 degrés, ou ventiler l'air.
En 1882, dans le Pays de cuivre (Michigan), La proximité des eaux du Lac Supérieur favorise l'excavation et abaisse la température. John Daniell, estime que le plus riche gisement se prolonge vers l'ouest, à l'extérieur des terres de la société Calumet et Hecla, à une profondeur d'au moins 800 mètres. Il perce les cinq puits de la Tamarack Mine en 1882, à 1 400 mètres, l'un d'eux dépassant 1 600 mètres de profondeur. Son hypothèse se vérifie et il réalise d'importants profits de 1887 à 1907. La Calumet et Hecla l'imite grâce à une machine inventée par Alexander Emanuel Agassiz, qui permet de remonter le minerai très vite en grande quantité. Dès 1896, l'exploitation est rendue coûteuse par la température de 30,9 degrés Celsius au fond du puits le plus important, le "Red Jacket ", à 1 600 mètres de profondeur.
En France, la première mine à atteindre la profondeur d'un kilomètre est le puits Arthur-de-Buyer des houillères de Ronchamp, en Franche-Comté, en 1900. Les industries minières de l'Afrique du Sud ont pris une longueur d'avance en exploitation en profondeur, pour la recherche de l'or dès les années 1890. La grande profondeur identifiée des gisements, leur orientation, nécessitent rapidement la construction du Barrage de Vierfontein, pour électrifier les puits, afin de faciliter la remontée des hommes et marchandises, climatiser là où la température est insupportable et augmenter la productivité du temps passé en grande profondeur. Les mines  sud-africaines passent le cap de 3 kilomètres sous terre dès les années 1950, pour atteindre 3 428 m à East Rand.

## Exploitation contemporaine
Avec ses 3.9 kilomètres de profondeur, la mine d'or de Tau Tona, en Afrique du Sud, est la mine la plus profonde du monde. Sa production, de 15 tonnes d'or par an, en fait l'une des premières du pays.
La profondeur d'un gisement a une influence majeure sur le coût d'exploitation. Les excavations souterraines sont desservies par des systèmes d’aération (amenée d’air frais et évacuation de l’air vicié), d’alimentation en électricité, en eau et en air comprimé.
En décembre 2010, AngloGold Ashanti, le troisième plus grand producteur d'or au monde, a annoncé en décembre 2010 un projet associant plusieurs sociétés (dont l'équipementier américain General Electric) dont le but à terme est d'atteindre les gisements d'or au-delà de 5 km sous terre.
À 3 500 mètres sous terre, le poids des roches exerce une pression d'environ 10,000 tonnes par mètre carré, soit plus de mille fois celle de la pression atmosphérique, ce qui entraîne des accidents en dépit des fortes mesures de sécurité.